# فابیان (فیلم)
فابیان (انگلیسی: Fabian) یک فیلم در ژانر درام به کارگردانی وولف گرم است که در سال ۱۹۸۰ منتشر شد. از بازیگران آن می‌توان به هانس پیتر هالواکس، بریگیته میرا، ایوان دسنی، چارلز رینر، و جولی فلیکس اشاره کرد.
این فیلم در بخش جایزه اسکار بهترین فیلم خارجی‌زبان پنجاه و سومین دوره جوایز اسکار انتخاب شده اما نامزد جایزه نشده بود.